# Universidad del Caribe del Sur
La Universidad del Caribe del Sur (en inglés: University of the Southern Caribbean) es una universidad privada que pertenece y es gestionada por la Conferencia de adventistas del séptimo día de la Unión del Caribe . El campus principal está situado en 384 hectáreas (1,55 km²) de tierra en el Valle de Maracas de la isla Twin de la República de Trinidad y Tobago. También hay seis campus satélite de extensión ubicados en San Fernando, Trinidad y Tobago, Scarborough, Tobago, Trinidad y Tobago, Georgetown, Guyana, Bridgetown, Barbados, Castries, Santa Lucía, y San Juan, Antigua y Barbuda. Un séptimo campus satélite esta en planificación en St. George, Granada.
La Universidad ofrece cursos para fomentar la educación basada en valores, el plan de estudios no sólo se centra en lo académico, tiene también un énfasis holístico -. Una educación que atienda a la mente, el alma y el cuerpo, según se autodescribe.